# ジャマー・エイブラムズ
Jamar Adrams（ジャマー・エイブラムズ、1989年6月21日 - ）は、アメリカ合衆国バージニア州リッチモンド出身のバスケットボール選手である。ポジションはガード/フォワード。

## 来歴
イーストカロライナ大学では歴代最多の124試合に出場、1試合しか欠場しなかった。1000得点、500リバウンドを達成、歴代17位の1,110得点、歴代5位の3ポイントシュート成功175、歴代6位の3ポイントシュート成功率38.9%の成績を残し卒業した。2011年、NBAデベロップメント・リーグのメイン・レッドクローズに入団。その後、カナダのロンドン・ライニング、ABAのリッチモンド・エリートでプレーした。
2013年7月、バンビシャス奈良と契約を結んだ。11月16日の高松ファイブアローズ戦で左膝の靱帯を損傷した。12月17日にチームメートのエイドリアン・モスとともにならどっとFMの番組に出演した。2013-14シーズン47試合に出場。
2014-15シーズンはスロベニアのKKズラトログ・ラーシュコに移籍した
2022年9月26日、バスケットボール・チャンピオンズリーグとラトビア・エストニアバスケットボールリーグ（英語版）に所属するVEFリガ（英語版）との契約が発表された。

## 人物
ケビン・ガーネットに憧れており、彼と同じ背番号21番を着け続けている。